# Canto valenciano
Se conoce como canto valenciano o canto del valenciano  (en valenciano: cant valencià o cant del valencià) a un conjunto de cantos y músicas propios de diversas áreas de la Comunidad Valenciana, principalmente de ámbito rural, enmarcados dentro de su tradición oral y que se interpretan individualmente por parte de músicos conocidos como cantadors, habitualmente en el contexto de situaciones de tipo social y festivo. 

## Tipos de canto valenciano
Se puede dividir el corpus del género en dos ramas principales:
- Cant d'estil: se trata de una música de ronda o baile que se canta acompañada por instrumentos de cuerda, entre los cuales destacan la guitarra y el guitarró valenciano. Por sus características presenta una relación con los fandangos, género que se extiende por gran parte de Europa meridional y América y que en el territorio valenciano llega hasta la Plana de Castelló.

- Albaes: es un canto exclusivo de la zona valenciana que se interpretaba en las rondas de noche y que se acompaña habitualmente de dulzaina y tabal, o con otros instrumentos de viento y percusión.

El canto valenciano se extiende principalmente por la zona costera valenciana, abarcando aproximadamente entre la Plana de Castelló en el norte y la Marina en el sur, con algunos estudiosos que incluyen también el Campo de Alicante dentro de su territorio. Hacia el oeste podemos encontrar la música hasta comarcas como Los Serranos, la Hoya de Buñol o la Canal de Navarrés, de ámbito castellanohablante. El territorio coincide grosso modo con zonas que tradicionalmente han desarrollado una agricultura de regadío extensivo y con la antigua diócesis medieval de Valencia. El núcleo duro del género, sin embargo, es la huerta de Valencia y la Ribera del Júcar, con la ciudad de Valencia como eje principal de producción de músicos e innovaciones.

## Características
El canto valenciano es un género de cariz virtuoso que se canta al aire, es decir, con un ritmo libre que queda bajo el control del intérprete y normalmente es independiente respecto al acompañamiento instrumental, que mantiene un patrón rítmico marcado y constante a lo largo de la pieza, generándose un contraste entre la sección vocal y la instrumental. La música se divide en base a las frases o terços del cantador, sobre las que los instrumentos modulan una serie de funciones tonales.
La melodía de la canción también está sometida al criterio del cantador, a menudo presentando numerosos melismas, florituras y adornos vocales, especialmente hacia el final del terç. El conjunto de rasgos y ornamentaciones personales del cantante, que determinan su dibujo melódico en su interpretación, es lo que se conoce como estil. En este sentido el canto valenciano presenta vínculos con otros repertorios del área mediterránea como el flamenco, en el que los cantantes también suelen desarrollar marcas personales a la hora de cantar.
Dentro del género podemos diferenciar dos métodos interpretativos:
- Cant pla: es la forma más antigua de canto, de mayor sencillez técnica.

- Cant requintat: es una técnica que eleva la voz hasta un registro agudo y brillante, profundizando en melismas y florituras según el estilo o tradición del cantante o de la zona. Requiere, pues, una completa técnica vocal por parte del intérprete. Este estilo surge en parte gracias a la figura de Evaristo Payà, que desarrollará ampliamente la técnica en el canto valenciano, y es el que se ha impuesto hasta llegar a nuestros días.

El ritmo acompañante es habitualmente de tipo ternario, presenta diversas variantes que se alternan y es interpretado por la cuerda, sobre todo guitarra y guitarró valenciano, que lo mantienen constante. Suele haber introducciones e interludios instrumentales, que se mantienen hasta la salida o final del primer terç del cantador, y que en algunas zonas son realizados por instrumentos de banda de viento, sobre todo en la Plana de Castelló.
Entre las formas más destacadas dentro del género del canto de estilo encontramos l'u i el dos, l'u i el dotze y l'u. Las dos primeras son exclusivamente valencianas, mientras que la tercera procede del grupo de los fandangos, que lo enlaza con otras tradiciones musicales de la península ibérica, Europa e incluso el continente americano. Estos estilos se pueden dividir según dos criterios principales, el número de terços y funciones tonales o según el tono y el tipo melódico básico. También existen formas específicas que se clasifican en base a sus ámbitos de pertenencia comarcales o locales, como las ribereñas y las alicantinas. Las albaes, por su parte, se caracterizan por el estribillo instrumental y la presencia de dos cantadors, uno de los cuales comienza la copla y el otro lo acaba.
Por lo que respecta al texto de las piezas cabe destacar la figura del versador, paralela a la del cantador y que se ocupaba de dictar a este último al oído los versos líricos improvisados que debía incluir en la interpretación. En este sentido podemos englobar la diversidad de letras del cant d'estil en cuatro categorías principales según su temática destacada: las de alabanza hacia una figura religiosa, política o civil; las críticas, que pueden dirigir su sátira tanto a personas como a situaciones sociales o eventos; las descriptivas, en las que se hace énfasis en el retrato del momento o de los individuos presentes; y las conmemorativas, centradas en la celebración de la identidad, tanto a nivel personal e individual como colectivo, y en las que a menudo se refuerza el sentimiento de valencianidad del grupo social.

## Historia
Los primeros testimonios modernos escritos del género tal y como lo conocemos aparecen en la segunda mitad del siglo XIX, cuando en un principio se interpretará en ocasiones festivas o de reunión social como guitarraes o cantaes y nits d'albaes a cargo de cantantes que mayormente se movían en un ámbito local o comarcal. Aunque había especialistas del canto, éste será conocido y profesado con cotidianidad por la mayoría del pueblo. Es desde el último tercio del XIX que aparecen cantadors que recibirán dinero por sus actuaciones, convirtiéndose así parcialmente en profesionales y empezando a ser conocidos en un territorio mayor. En esta difusión también fue parte la intervención de los cantadors en los conocidos como cuadros de bailes y cantos populares valencianos, en los que se buscaba mostrar y promocionar el folclore musical valenciano más allá del propio territorio.
Dentro de esta primera generación de cantadores reconocidos destacarán Carabina y Maravilla, que serán de los primeros en dedicarse de forma más o menos profesional. La segunda generación de cantadors surgirá a principios del siglo XX, y tendrá como máximo exponente a Evaristet o Evaristo Payà, conocido como Rey del Canto Valenciano, que contribuirá en parte a establecer el virtuosismo que caracterizará al género gracias a su gran técnica. Una tercera generación aparecerá a partir de los años 20 del XX, con el Xiquet de Bétera, considerado como mejor cantador de todos los tiempos, como nombre destacado. Durante la posguerra, a pesar del contexto social y cultural que será muy nocivo para el mundo del canto, se abrirá paso una cuarta generación que contará entre otros con el Xiquet de Mislata, figura clave por su trabajo en la enseñanza y la transmisión del canto valenciano.
Tras la quinta generación de cantadores, situada en los años 60 y principios de los 70, se apreciarán los efectos negativos de la transformación social y económica para la tradición del canto valenciano, que deberá enfrentarse a la falta de espacios de programación y a la ausencia de soporte institucional. Sin embargo, el surgimiento de escuelas que se encargarán de enseñar el género de forma reglada hacia finales de siglo propiciará la aparición de una nueva generación de nuevos cantadores que se mantiene hasta la actualidad, así como la creación de espacios y eventos dedicados a la interpretación y difusión de esta música.